# Adson Alves da Silva
Adson Alves da Silva, besser bekannt als Tinho, (* 24. November 1982 in Juazeiro) ist ein ehemaliger brasilianischer Fußballspieler.

## Karriere
Seine Karriere begann er 2003 beim Verein Juazeiro SC. Von 2004 bis 2006 stand er bei den Vereinen Náutico Capibaribe, União Agrícola und AO Itabaiana unter Vertrag. Seine nächste Station war der brasilianische Verein Sport Recife, welcher ihn in den Jahren 2008 und 2009 für jeweils ein Jahr an den portugiesischen Verein Gondomar SC und den brasilianischen Verein GE Juventus lieh.
Ab 2009 stand er bei den Vereinen Joinville EC, CS Sergipe, AO Itabaiana, Barras FC und Juazeiro SC unter Vertrag. In seinem letzten Jahr, 2012, wurde er vom Verein CS Sergipe zum zweiten Mal unter Vertrag genommen. Danach beendete er seine Karriere.

## Erfolge
Náutico
- Staatsmeisterschaft von Pernambuco: 2004

Sport
- Staatsmeisterschaft von Pernambuco: 2007